# Paisley Terrier
O Paisley Terrier é uma raça de cão extinta tipo terrier originária da Grã-Bretanha. O Paisley Terrier foi criado principalmente como um cão de estimação e amostra do Skye Terrier, e foi o progenitor do atual Yorkshire Terrier. A raça foi chamada de Paisley Terrier pois a maioria dos cães vieram do mesmo local, mas foi também chamada de Clydesdale Terrier, para outra localidade no vale de Clyde, onde os cães foram criados.

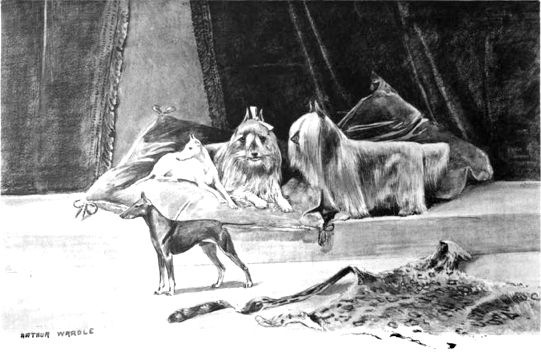
Paisley Terriers em 1894 com outros cães de companhia muito popular na época, o Black and Tan Toy Terrier.

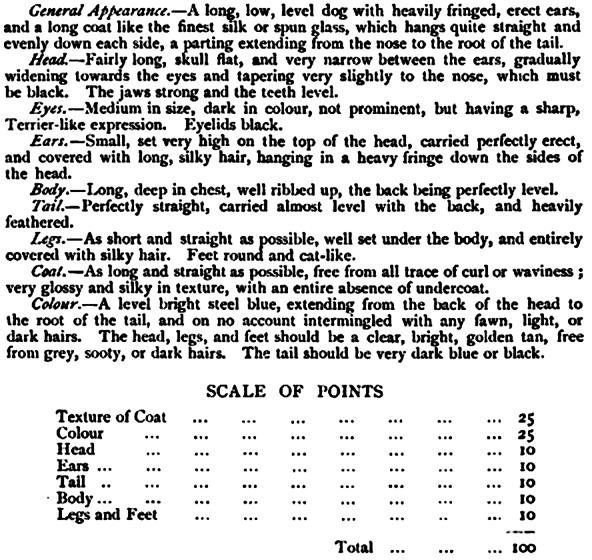
Padrões desta raça escritos em 1903.

## Aparência
A aparência do Paisley Terrier era semelhante a do Skye Terrier, mas foi em versão miniatura e pesava em torno de 7 kg, cerca de metade do peso de hoje Skye Terrier. A raça teve uma pelagem " prateado e macia" azul e bege, e foi mostrado junto com os Skye Terriers com revestimento rígido. Além disso, são descritas como tendo uma grande profusão de pelos sedosos com a orelha com muita  profusa difusão (pelos compridos nas orelhas). Para diferenciá-lo do Skye, foi apelidado de Silky (sedoso). A partir da primeira hora da raça, a beleza da pelagem ganhou prêmios em exposições caninas. Tradicionalmente, os cães foram mostrados de pé sobre uma caixa, de modo que o comprimento da pelagem sedosa poderia ser mostrado a sua melhor vantagem.
O Paisley Terrier foi descrita em 1894 como "um cão excelente caseiro, e mais apropriado para uma mulher que deseja algo mais substancial do que um brinquedo", mas as exigências de cuidados para a pelagem tornava menos desejável do que algumas outras raças popular como animal de estimação.

## História
Em um livro escrito em 1894, o autor especula que o Paisley Terrier foi criado por amadores em Glasgow que selecionou Skye Terrier com costas curtas e longas, pelos sedosos "até que eles diferenciaram racialmente".
Descrito o Paisley Terrier, em 1894, Rawdon Lee escreve que "Embora ele pode matar ratos, e talvez outros animais nocivos, o Paisley Terrier é essencialmente um cão de estimação, e normalmente é mantido como tal." A raça foi principalmente um animal de estimação, e foi também uma amostra popular. Em 1903, a raça é conhecida como "cachorro de um criador, um esporte do Skye Terrier" e apesar de alguns apreciadores da época, alegando que a raça teve a audácia "e aptidão para o terrier de trabalho … é evidente que um cão com um casaco que parece de seda é simplesmente um brinquedo." Os proprietários e criadores em 1800 colocou um alto valor sobre a bela pelagem azul e castanho, e cobriria os pés do cão e amarrar o pelo para trás sobre seus olhos para manter a pelagem para mostrar o seu melhor em exposições de cães.
O Kennel Club reconheceu o Paisley Terrier em 1888 como uma variedade de Skye Terrier, apesar de mostrar classes separadas foram realizadas para os dois tipos em 1887. No entanto, não foram tão poucas entradas que o Kennel Club não continuar a incentivar a oferta da categoria em muitas exposições.
O sucesso da raça como um showdog pode ter levado ao seu declínio. Os juízes que dão prêmios para os cães com a pelagem longa e atraente, visto que o comprimento do pêlo era um fator principal no Skye Terrier. O Paisleys, criados para casacos longos, mas suaves (inútil para um cão de trabalho), iria ganhar os prêmios columbófilos Skye Terrier contestou o tipo que está sendo mostrado com Skyes, uma vez que considerou o Paisleys ser mestiços ou, eventualmente, cruzou-se com Dandie Dandie. O interesse de criadores da raça declinou e começou a desaparecer.

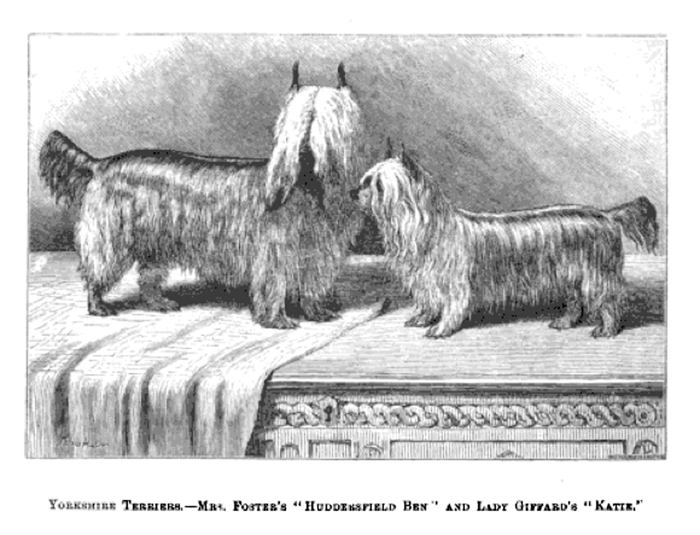
Huddersfield Ben

Um livro publicado em 1918 descreve Paisley Terrier tão incomum e "duvido que você já viu uma nos Estados Unidos." Mas, com a disponibilidade de registros com base na Internet do cão que irá registrar as raças com pouca ou nenhuma documentação, combinado com o apetite do público para o único ou "raros" animais de estimação, é provável que haverá tentativas de reconstituir a raça.

## Influências
O famoso cão de amostra "Huddersfield Ben" veio de Paisley Terrier ações na década de 1860, e é considerado por todas as autoridades para ser o pai fundador da raça Yorkshire Terrier, embora o Yorkshire Terrier não foi reconhecido como uma raça separada até 1898. Quando o Paisley Terrier entrou em declínio, o menor e mais popular variedade Yorkshire superaram. Através do Yorkshire, a Paisley Terrier também é o ancestral de várias outras raças modernas, nomeadamente o Australian Silky Terrier e o Biewer Terrier.